# Kara Mustafa Pașa
Merzifonlu Kara Mustafa Pașa (n. 1634/1635 - d. 25 decembrie 1683) a fost un lider militar otoman și mare vizir, personaj central în ultimele încercările ale Imperiului Otoman de extindere în Europa Centrală și de Est.
Născut din părinți turci în Merzifon, a fost adoptat de puternica familie Köprülü la o vârstă fragedă și a servit ca mesager la Damasc pentru cumnatul său, marele vizir Ahmed Köprülü. După ce s-a distins, Mustafa a devenit un vizir în dreptul său propriu, iar prin 1663 sau 1666, Kapudan Pașa (Marele Amiral al Marinei Otomane).

## Viața oficială
A servit ca un comandant de trupe de infanterie într-un război împotriva Poloniei în 1672, negociind termenii tratatului care a adăugat Podolia la Imperiul Otoman. Victoria a permis turcilor să transforme regiunile cazaci din sudul Ucrainei într-un protectorat.
În 1676, când a murit marele vizir, Mustafa l-a succedat. A avut puțin succes în combaterea unei rebeliuni a cazacilor care a început în 1678. După câteva victorii inițiale, intervenția Rusiei i-a obligat pe turci să încheie pace, revenind conducerea asupra cazacilor în mâinile țarului, cu excepția câtorva forturi de pe Nipru și Bugul de Sud.

## Asediul Vienei și moartea
În 1683, a lansat o campanie la nord în Austria, într-un ultim efort de a extinde Imperiul Otoman, după mai mult de 150 de ani de război. Până la mijlocul lunii iulie, armata sa de 100,000 de oameni au asediat Viena (apărată de 10,000 de soldați habsburgi). Până în septembrie, a capturat o parte din ziduri și părea să fie pe drumul spre victorie.
Dar, la 12 septembrie 1683, armata poloneză condusă de regele Ioan Sobieski a câștigat bătălia de la Viena, cu un atac devastator condus de cavaleria poloneză. Turcii s-au retras în Ungaria, care va cădea în mâinile austriecilor.
Înfrângerea l-a costat pe Mustafa poziția și, în cele din urmă, viața. Pe 25 decembrie 1683, Kara Mustafa a fost executat la Belgrad, din ordinul lui Mehmed al IV-lea. A suferit o moarte prin strangulare, cu un cordon de mătase, pedeapsa capitală aplicată persoanelor de rang înalt din Imperiul Otoman. Capul lui Mustafa i-a fost prezentat sultanului într-o pungă de catifea.